# Montaña (Aguadilla)
Montaña es un barrio ubicado en el municipio de Aguadilla en el estado libre asociado de Puerto Rico. En el Censo de 2010 tenía una población de 4068 habitantes y una densidad poblacional de 1.009,42 personas por km².

## Geografía
Montaña se encuentra ubicado en las coordenadas 18°29′54″N 67°5′50″O / 18.49833, -67.09722. Según la Oficina del Censo de los Estados Unidos, Montaña tiene una superficie total de 4.03 km², de la cual 4.02 km² corresponden a tierra firme y (0.13%) 0.01 km² es agua.

## Demografía
Según el censo de 2010, había 4068 personas residiendo en Montaña. La densidad de población era de 1.009,42 hab./km². De los 4068 habitantes, Montaña estaba compuesto por el 83.51% blancos, el 6.54% eran afroamericanos, el 0.22% eran amerindios, el 0.2% eran asiáticos, el 8.01% eran de otras razas y el 1.52% pertenecían a dos o más razas. Del total de la población el 98.97% eran hispanos o latinos de cualquier raza.